# 1149.
◄ | 11. stoljeće | 12. stoljeće | 13. stoljeće | ►
◄ | 1110-ih | 1120-ih | 1130-ih | 1140-ih | 1150-ih | 1160-ih | 1170-ih | ►
◄◄ | ◄ | 1146. | 1147. | 1148. | 1149. | 1150. | 1151. | 1152. | ► | ►►
Arhitektura • Astronomija • Knjige • Književnost • Kršćanstvo • Medicina • Pravo • Promet • Znanost

## Događaji
- Mlečani ugušili protumletačke bune u Puli i Rovinju.[nedostaje izvor]

## Vanjske poveznice
|  | Zajednički poslužitelj ima još gradiva o temi 1149. |